# Clan Kinoshita
Il clan Kinoshita (木下氏,?, Kinoshita-shi) fu clan del Giappone medievale. 
Famiglia di daimyō originaria di Nakamura (Owari). Inizialmente la famiglia aveva il cognome Sugihara e durante il periodo Sengoku furono servitori di Oda Nobunaga.
Hideyoshi, ancora giovane e sconosciuto, sposò la sorella di Kinoshita Iesada e prese il nome Kinoshita, anche se in seguito cambiò in quello di Hashiba (1575). Quella relazione fu la base di molte della fortune dei Kinoshita. Con l'inizio del periodo Edo il clan si divise in due rami, uno ad Ashimori e l'altro a Hiji.

## Membri importanti del clan
- Kinoshita Sukehisa (木下 祐久?; morto 1584) servitore di Oda Nobunaga, dopo la sconfitta del clan Asakura (1573) divenne uno degli amministratori della provincia di Echizen. Alla morte di Nobunaga seguì Hideyoshi contro Shibata Katsuie a Shizugatake e a Komaki dove venne ucciso.
- Kinoshita Iesada (木下 家定?; 1543- 1608) servì suo cognato Hideyoshi e, nel 1585, ricevette come feudo il castello di Himeji (Harima, 40.000 koku). Nel 1600 fu trasferito ad Ashimori (Bitchū) e le sue entrate ridotte a 25.000 koku.
- Kinoshita Katsutoshi (木下 勝俊?; 1568 - 1649) figlio maggiore di Iesada, ricevette inizialmente il castello di Tatsuo (Harima). Accompagnò Hideyoshi a Nagoya (Hizen) al tempo della spedizione in Corea e nel 1594 fu ringraziato con la provincia di Wakasa, con residenza a Obama (80.000 koku). Dopo essersi schierato contro Ieyasu, fu espropriato nel 1600, si ritirò a Kyoto e prese il nome Chōshōshi . Nel suo ritiro si appassionò per la poesia triste (waka) e pubblicò diversi libri[2]. Katsutoshi era stato battezzato nel 1588 con il nome di Pietro.
- Kinoshita Toshifusa (木下 利房?; 1573 - 1637) noto anche come Tokifusa, fu secondo figlio di Iesada, ricevette nel 1594 il castello di Takahuma (Wakasa, 30.000 koku). Fu espropriato nel 1600 per aver combattuto contro Ieyasu. Ma nel 1614, quando scoppiò di nuovo la guerra, abbandonò la parte della sua famiglia, e si schierò con lo shōgun, ricevendo l'anno successivo il feudo di Ashimori. Nel 1633, in seguito alla morte di sua zia Kōdai-in nel 1624, fece trasformare la sua dimora in un tempio, Entoku-in, dove essa e suo marito Hideyoshi vennero sepolti e dove si potesse pregare e fare offerte ai loro spiriti[3].
- Kinoshita Toshimasa (木下 利富?; 1602 - 1661) succedette al padre nel feudo di Ashimori. Appassionato di scherma con la lancia (sōyutsu), fondò una scuola che mantiene il suo nome (Kinoshita-ryu). I suoi discendenti dimorarono ad Ashimori fino alla restaurazione Meiji. Divennero visconti dopo l'abolizione del sistema han.
- Kinoshita Nobutoshi (木下 延俊?; 1577 – 1624) terzo figlio di Iesada, si schierò con Ieyasu nel 1600 e assediò di Onoki Shigetoshi nel castello di Fukuchiyama (Tamba), che catturò. Ricevette in cambio il feudo di Hiji (Bungo- 25.000 koku) dove venne creato un ramo della famiglia Kinoshita. I suoi discendenti dimorarono a Hiji fino alla restaurazione Meiji. Divennero visconti dopo l'abolizione del sistema han.